# ABCDEFU
"ABCDEFU" (estilizado em letras minúsculas, também conhecido por seu título censurado de edição de rádio "ABC") é um single de estreia da cantora americana Gayle. Foi lançado em 13 de agosto de 2021, pela Atlantic e Arthouse Records. Foi co-escrito por Gayle com Sara Davis e David Pittenger, e produzido por Pete Nappi. A música é o primeiro single do EP A Study of the Human Experience Volume One.

## Faixas e formatos
| Download digital / streaming |           |         |  |
| N.º                          | Título    | Duração |  |
| 1.                           | "ABCDEFU" | 2:48    |  |

| Dowload digital / streaming (Versão nicer) |               |         |  |
| N.º                                        | Título        | Duração |  |
| 1.                                         | "ABC" (nicer) | 2:48    |  |

| Dowload digital / streaming (Versão demo) |                  |         |  |
| N.º                                       | Título           | Duração |  |
| 1.                                        | "ABCDEFU" (demo) | 2:35    |  |

| Dowload digital / streaming (Versão chill) |                   |         |  |
| N.º                                        | Título            | Duração |  |
| 1.                                         | "ABCDEFU" (chill) | 2:56    |  |

| Dowload digital / streaming (Versão angrier) |                     |         |  |
| N.º                                          | Título              | Duração |  |
| 1.                                           | "ABCDEFU" (angrier) | 2:39    |  |

| Dowload digital / streaming (Remix de Royal & the Serpent) |                                       |         |  |
| N.º                                                        | Título                                | Duração |  |
| 1.                                                         | "ABCDEFU" (feat. Royal & the Serpent) | 2:49    |  |

| Dowload digital / streaming (Remix de The Wild) |                        |         |  |
| N.º                                             | Título                 | Duração |  |
| 1.                                              | "ABC" (The Wild Remix) | 3:02    |  |

## Desempenho comercial

### Tabelas semanais
| Tabela musical (2021)                                   | Melhor posição |
| ------------------------------------------------------- | -------------- |
| África do Sul (RISA)                                    | 23             |
| Alemanha (Offizielle Deutsche Charts)                   | 3              |
| Austrália (ARIA)                                        | 4              |
| Áustria (Ö3 Austria Top 75)                             | 2              |
| Bélgica (Ultratop 50 da Valônia)                        | 26             |
| Bélgica (Ultratop 50 de Flandres)                       | 8              |
| Canadá (Canadian Hot 100)                               | 8              |
| República Checa (Singles Digitál Top 100)               | 8              |
| Dinamarca (Hitlisten)                                   | 21             |
| Eslováquia (Singles Digitál Top 100)                    | 5              |
| Espanha (PROMUSICAE)                                    | 66             |
| Estados Unidos (Billboard Hot 100)                      | 15             |
| Estados Unidos (Billboard Hot Rock & Alternative Songs) | 2              |
| Estados Unidos (Billboard Mainstream Top 40)            | 40             |
| Finlândia (Suomen virallinen lista)                     | 2              |
| França (SNEP)                                           | 37             |
| Global 200 (Billboard)                                  | 4              |
| Grécia (IFPI)                                           | 5              |
| Hungria (Single Top 40)                                 | 13             |
| Hungria (Stream Top 40)                                 | 4              |
| Índia (IMI)                                             | 10             |
| Irlanda (IRMA)                                          | 2              |
| Itália (FIMI)                                           | 19             |
| Lituânia (AGATA)                                        | 3              |
| Malásia (RIM)                                           | 9              |
| Noruega (VG-lista)                                      | 2              |
| Nova Zelândia (Recorded Music NZ)                       | 3              |
| Países Baixos (Dutch Top 40)                            | 9              |
| Países Baixos (Single Top 100)                          | 6              |
| Portugal (AFP)                                          | 10             |
| Reino Unido (UK Singles Chart)                          | 2              |
| Singapura (RIAS)                                        | 6              |
| Suécia (Sverigetopplistan)                              | 8              |
| Suíça (Schweizer Hitparade)                             | 4              |

## Vendas e certificações
| Região                                                       | Certificação | Vendas   |
| ------------------------------------------------------------ | ------------ | -------- |
| Canadá (Music Canada)                                        | Ouro         | 40,000‡  |
| Itália (FIMI)                                                | Ouro         | 35,000‡  |
| Reino Unido (BPI)                                            | Prata        | 200,000‡ |
| ‡vendas+valores de streaming baseados apenas na certificação |              |          |

## Histórico de lançamento
| País           | Data                   | Formato                    | Versão                                                         | Gravadora       | Ref.   |
| -------------- | ---------------------- | -------------------------- | -------------------------------------------------------------- | --------------- | ------ |
| Vários         | 13 de agosto de 2021   | Download digital streaming | Original                                                       | Atlantic        | [ 5 ]  |
| Vários         | 14 de agosto de 2021   | Download digital streaming | Nicer                                                          | Atlantic        | [ 6 ]  |
| Vários         | 10 de setembro de 2021 | Download digital streaming | Demo                                                           | Atlantic        | [ 7 ]  |
| Vários         | 17 de setembro de 2021 | Download digital streaming | Chill                                                          | Atlantic        | [ 8 ]  |
| Vários         | 24 de setembro de 2021 | Download digital streaming | Angrier                                                        | Atlantic        | [ 9 ]  |
| Vários         | 19 de novembro de 2021 | Download digital streaming | Remix de Royal & the Serpent                                   | Atlantic        | [ 10 ] |
| Itália         | 26 de novembro de 2021 | Rádios mainstream          | Original                                                       | Warner          | [ 49 ] |
| Estados Unidos | 7 de dezembro de 2021  | Rádios mainstream          | Original                                                       | Atlantic        | [ 50 ] |
| Rússia         | 28 de dezembro de 2021 | Rádios mainstream          | Original                                                       | Atlantic        | [ 51 ] |
| Vários         | 31 de dezembro de 2021 | Download digital streaming | Remix de The Wild                                              | Atlantic        | [ 11 ] |
| Vários         | 28 de janeiro de 2022  | CDs                        | Original Nicer Demo Chill Angrier Remix de Royal & the Serpent | Atlantic Warner | [ 52 ] |